# Folk
Il folk o musica folk contemporanea (dall'inglese contemporary folk music) è un genere musicale che si è sviluppato nella seconda metà del ventesimo secolo.

## Termine
Il termine deriva direttamente da Folklore (in inglese Folk lore), coniato dall'antiquario inglese William Thoms nel 1846 per descrivere "le tradizioni, costumi e superstizioni delle classi non istruite".
Il termine è di origine anglosassone (folc e lar; composto folclar) ma tornò in circolazione sulla scia del tedesco Volk nel senso di "popolo tutto", come fu applicato in riferimento alla musica popolare e nazionale di allora da Johann Gottfried Herder e dai romantici tedeschi nel mezzo secolo precedente ed unito a lore che nella sua accezione di sostantivo significa "dottrina", "conoscenza", mentre come avverbio assume un carattere temporale e significa "di allora".

## Storia

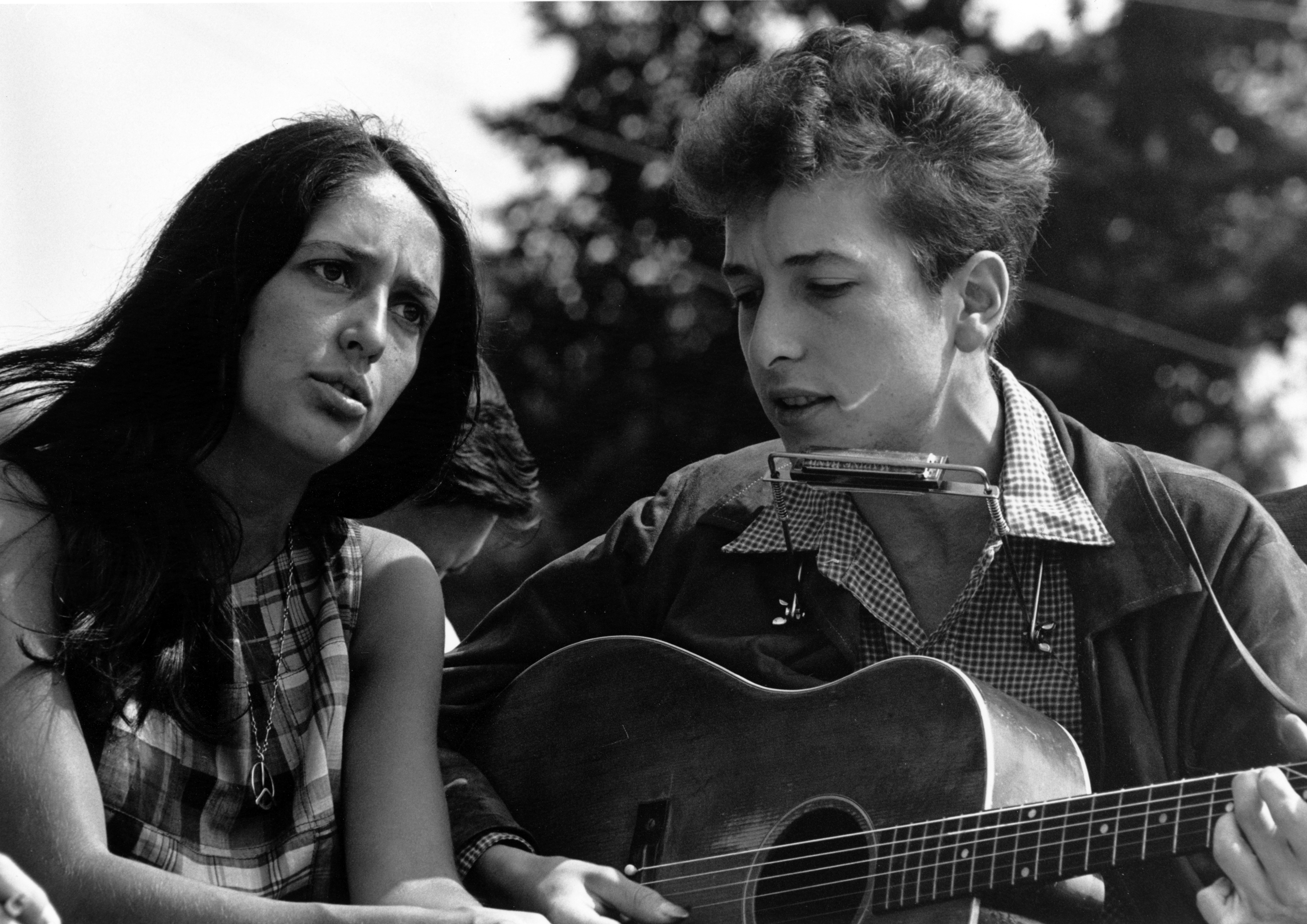
Joan Baez e Bob Dylan durante la protesta civile del 28 agosto 1963 denominata "Marcia su Washington per il lavoro e la libertà"

A partire dalla metà del XX secolo molti artisti iniziarono a sviluppare nuove forme di popular music ispirate alle musiche folk tradizionali, alle quali gli inglesi si riferiscono oggi con i termini di "contemporary folk music" (musica folk contemporanea) o "folk revival music", includendo in queste definizioni anche alcuni tipi di musica folklorica chiamati world music. Questo processo, che vide il proprio apice negli anni sessanta, va però distinto dalle derivazioni più recenti della musica tradizionale. Molte, sono state in passato, le piccole rinascite della musica folk, anche se questo termine mal si addice alle nuove forme musicali create durante questi periodi di revival. Per questi nuovi generi musicali vengono più appropriatamente usati termini come folk rock, folk metal, Progressive folk, Indie folk ed altri ancora, che ne sottolineano la derivazione. Non si possono infatti definire folk music le linee melodiche scritte oggi, che quindi rientrano nella musica popolare, e gran parte della musica che si confonde con elaborazioni di canti arcaici è invece opera di autore.
La musica folk include poi miscele di diversi generi frutto di contaminazione con altri come folk rock, electric folk, folk metal, country folk, ed altri.

## Contemporary folk music
Le definizioni di Contemporary folk music sono spesso vaghe o diverse: All music la definisce come "musica folk ma non musica tradizionale", o come una serie di generi che nascono e si evolvono dalla folk music revival del XX secolo. In accordo con Hugh Blumenfeld, la scena folk americana, in generale è caratterizzata da:
- Strumenti acustici e/o tradizionali americani o inglesi
- Europea nelle sue origini musicali e principalmente anglofono
- Le poche eccezioni a questo modello sono riconducibili alle condizioni storico-politiche ed alla conformazione demografica degli estimatori del genere: Musica celtic, blues, musica dell'America centrale e del sud, musica dei nativi Americani e Klezmer[6].

La Contemporary country music, pur evolvendo in modo differente, discende dalla tradizione del folk rurale americano, mentre la Musica bluegrass fu uno sviluppo professionale della vecchia musica americana inframezzata da blues e jazz.

### Alcuni autori della Contemporary folk music statunitense
- Woody Guthrie
- The Almanac Singers
- Burl Ives
- Pete Seeger
- The Weavers
- Harry Belafonte
- Odetta
- The Kingston Trio
- The Limeliters
- Joan Baez
- The Chad Mitchell Trio
- The Highwaymen
- The New Christy Minstrels
- The Rooftop Singers
- Johnny Cash
- Serendipity Singers
- Bob Dylan
- Peter, Paul and Mary
- Judy Collins
- The Seekers

- Peter Broderick